# Tim Rice-Oxley
Timothy James "Tim" Rice-Oxley (* 2. června 1976, Oxford) je hudebník, producent, zpěvák, pianista a baskytarista. Proslavil se především díky britské rockové skupině Keane.

## Život

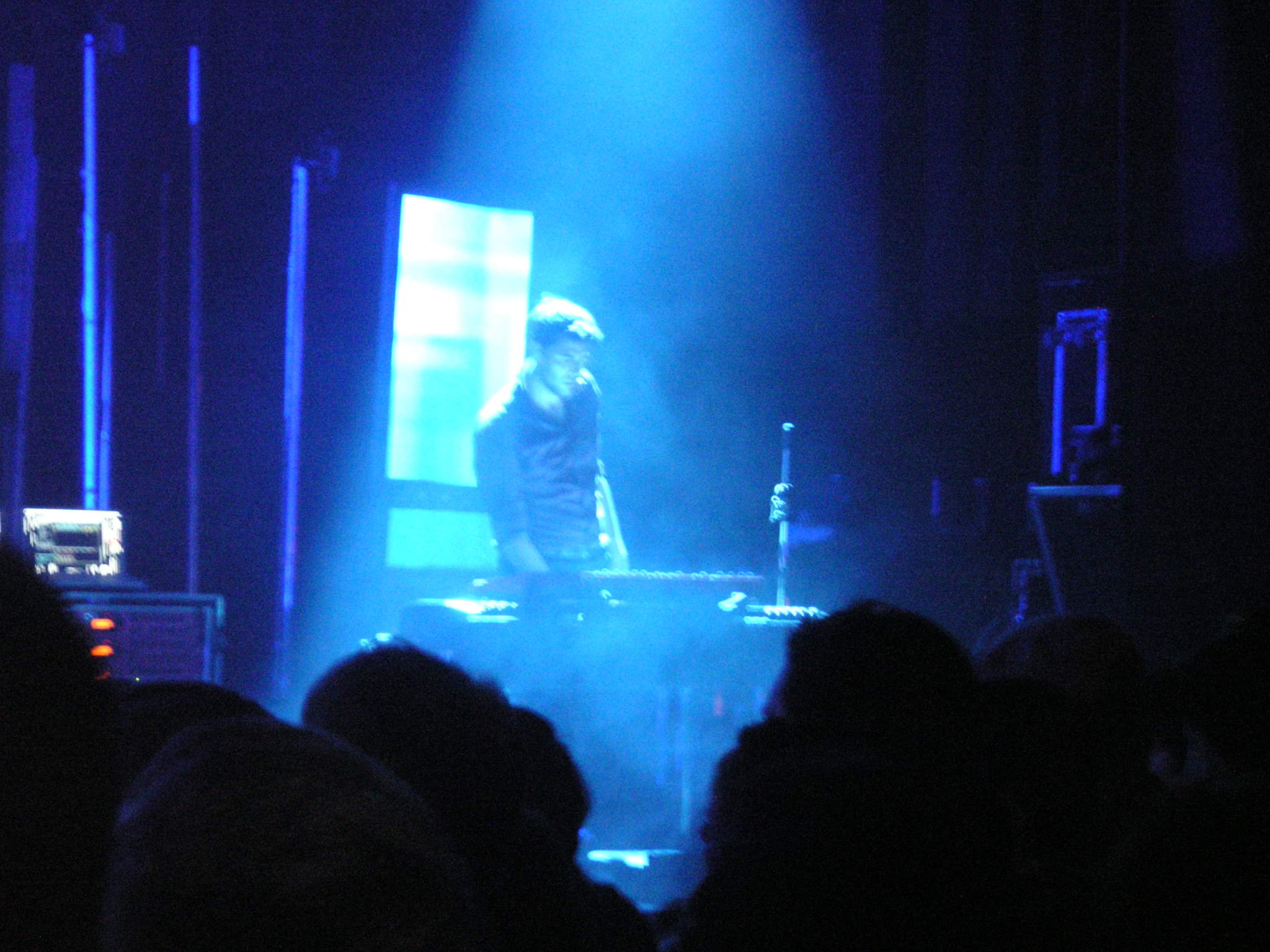
Rice-Oxley jako pianista

Tim Rice-Oxley se narodil v Oxfordu v Anglii manželům Margaret a Charles Rice-Oxley. V době studií bral pravidelně lekce klavíru, ale sám později přiznal, že je nesnášel. Prý to bylo hlavně proto, že na lekcích musel hrát vážnou hudbu, která jej příliš nebavila a naopak ho nudila. Rodiče proto tyto lekce zastavili, sám Tim ale hrát nepřestal a stal se z něj samouk. Jak sám říká, jeho největším vzorem byli The Beatles.

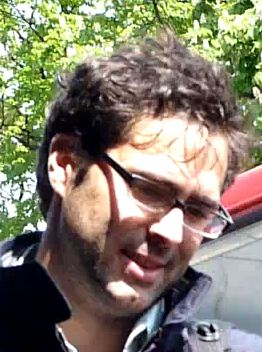
Tim v roce 2010

Tim Rice-Oxley v současnosti žije v Polegate ve východním Sussexu. Největší vliv na jeho současnou tvorbu mají Depeche Mode, U2, Simple Minds nebo Blondie.
Krom toho, že je stálým členem Keane, je to i hudební skladatel a člen skupiny Mt. Desolation. Dalším jeho vedlejším projektem je nahrávací studio Sea Fog, sídlící v jeho domě.

## Kariéra

### Keane
V roce 1997 si založil společně s přáteli Scottem (kytara), Hughesem (bicí) a Chaplinem (zpěv) hudební skupinu, kterou nazvali Keane. Toto složení částečně přetrvalo až do současnosti, pouze kytarista Dominic Scott ze skupiny v roce 2001 odešel. I díky tomu začal v této skupině Tim hrát krom baskytary i na klavír.
Po několika letech experimentování a vybrušování svého zvuku se Keane rozhodli, že by mohli začít koncertně vystupovat a záhy vydali svůj první singl. Tím byla píseň Everybody's changing.
Spolu s bubeníkem Richardem Hughesem v průběhu ledna roku 2005 hráli na koncertě Tsunami Relief Cardiff, což je charitativní koncert na pomoc oblastí postiženými Tsunami. V květnu roku 2005 získal cenu Ivor Novello Award jako Skladatel roku.

### Kariéra skladatele
Tim Rice-Oxley je nejen baskytarista a klavírista, ale také skladatel. Veškeré písně, které jeho skupina zhudebňuje sám píše. V roce 2006 se rozhodl vytvořit své druhé sólové album a byl také spoluautorem písně Early Winter. Jeho nejpopulárnější skladbou je Perfect Symmetry, kterou sám Chaplin označil jako nejlepší, jako Timothy napsal. V roce 2009 se podílel na psaní písně Everything Is Beautiful z jedenáctého alba Afrodita pro zpěvačku Kylie Minogue.

### Mt. Desolation
Mt. Desolation je Timův vedlejší projekt, který tvoří s kytaristouJesse Quin, ten přišel do skupiny po odchodu původního kytaristy Scotta. Jedná se o hudební skupinu, jejíž členy jsou například hudebníci ze skupin Mumford & Sons, The Killers nebo The Staves. První album vydali dně 18. října 2010. Jednalo se o album eponymní, tedy takové, jež nese název skupiny nebo interpreta, který jej vytvořil. Skupina cestovala po Spojeném království, Irsku, Kanadě i Spojených státech, na rozdíl od Keanes ale ještě nebyla v Česku.

### Sea Fog Studio
Sea Fog Studio je vlastní studio Tma Rice-Oxleye, sídlící v jeho domě s Sussexu. Studio bylo pojmenováno podle písně Sea Fog z alba skupiny Keane nazvaného Strangeland. Celé toto album bylo tvořeno v tomto studiu.